# Diane Ackerman

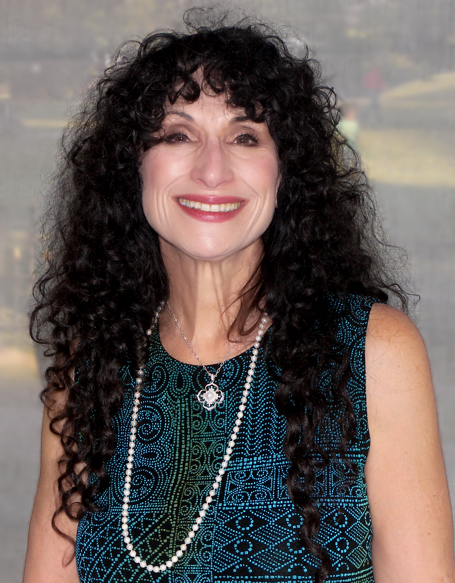
Diane Ackerman beim Texas Book Festival 2007

Diane Ackerman (* 7. Oktober 1948 in Waukegan, Illinois) ist eine US-amerikanische Schriftstellerin und Lyrikerin. Am bekanntesten ist ihr Buch A Natural History of the Senses (auf Deutsch erschienen als Die schöne Macht der Sinne). In Bezug auf ihre Bücher über Naturgeschichte lässt sich ihr Stil am besten beschreiben als eine Mischung von Dichtung, Erzählung und Populärwissenschaft. Sie unterrichtete an verschiedenen Universitäten  einschließlich der Columbia University und der Cornell University. Ihre Essays erscheinen regelmäßig in angesehenen Zeitschriften.

## Leben und beruflicher Werdegang
Bis zum Alter von acht Jahren wuchs Diane Ackerman in Waukegan im Staat Illinois auf, dann zog sie mit ihrer Familie nach Allentown in Pennsylvania. An der Pennsylvania State University machte sie ihren BA in Englisch, danach an der Cornell University den MA, den MFA und den Ph.D (1978). Ihre Dissertation wurde von  Carl Sagan betreut. Sie unterrichtete im Lauf der Jahre an der University of Pittsburgh, an Cornell, an der Washington University in St. Louis sowie verschiedenen Colleges. Diane Ackerman heiratete 1970 den Romanautor Paul West. Zurzeit lebt sie im Staat New York.
Eine Sammlung ihrer Manuskripte, Schriften und sonstigen Papiere wird unter dem Verzeichnis-Namen The Diane Ackerman Papers, 1971-1997 in der Bibliothek der Cornell University aufbewahrt. Ackermans Buch A Natural History of the Senses war Grundlage für die fünfteilige Fernsehserie Mystery of the Senses, die von ihr betreut wurde.
Zu den Auszeichnungen und Ehrungen, die sie erhielt, gehören: ein akademischer Ehrengrad des Kenyon College, der Orion Book Award, der John Burroughs Nature Award und der Lavan Poetry Prize. Die New York Public Library nannte sie eine „Löwin der Literatur“. Ein Molekül wurde nach ihr benannt, das Dianeackerone. Den Orion Book Award erhielt sie 2008 für ihr Buch The Zookeeper’s Wife. 2016 wurde sie zum Mitglied der American Academy of Arts and Sciences gewählt.

## Kritik
Das 2016 in einer deutschen Übersetzung herausgekommene Buch Die Frau des Zoodirektors. Eine Geschichte aus dem Krieg (zuerst 2007) über die deutsche Besatzung von Warschau während des Zweiten Weltkriegs wurde 2017 in der „NZZ“ von der polnischen Publizistin Marta Kijowska kritisiert. Das Buch fußt auf den Memoiren der tatsächlichen „Frau des Zoodirektors“, Antonina Żabińska, die 1968 unter dem Titel Ludzie i zwierzęta in Warschau erschienen waren. Ackerman hat dieses Buch für sich entdeckt, doch sie habe es schlecht verstanden und ihre eigene Version mit Entstellungen und Fehlern versehen.

## Werke (Auswahl)

### Gedichtbände und Schauspiele
- The Planets: A Cosmic Pastoral. 1976.
- Wife of Light. William Morrow and Company, New York 1978, ISBN 0-688-03286-9.
- Lady Faustus. 1983.
- Reverse Thunder. Ein Schauspiel in Versen,  Lumen Books, New York 1988, ISBN 0-930829-09-3.
- Jaguar of Sweet Laughter: New and Selected Poems. Random House, New York 1991, ISBN 0-394-57645-4.
- Animal Sense. 2000.
- Origami Bridges. 2002.
- I Praise My Destroyer. Random House (u. a.), New York 1998, ISBN 0-679-44878-0.

### Sachbücher
- Twilight of the Tenderfoot. 1980.
- On Extended Wings. 1985.
- A Natural History of the Senses. Random House, New York 1990, ISBN 0-394-57335-8.
  - deutsch: ‚‘Die schöne Macht der Sinne: eine Kulturgeschichte‘‘. Übersetzt von Antoinette Gittinger, Kindler, München 1991, ISBN 3-463-40167-3.
- The Moon by Whale Light, and Other Adventures Among Bats and Crocodilians, Penguins and Whales. Vintage Books, New York 1992 (1991), ISBN 0-679-74226-3.
  - deutsch: Der Mond bei Wal-Licht und andere Abenteuer unter Fledermäusen, Krokodilen, Walen und Pinguinen. Übersetzt von Thomas Jung, Aufbau-Verlag, Berlin 1994, ISBN 3-351-02416-9.
- A Natural History of Love. Random House, New York 1994, ISBN 0-679-40347-7.
- The Rarest of the Rare. Random House, New York 1995, ISBN 0-679-40346-9.
  - deutsch: Der letzte Albatros. Vom Verschwinden der Arten. Europa-Verlag, Hamburg 2003, ISBN 3-203-75002-3.
- A Slender Thread: Rediscovering Hope at the Heart of Crisis. Vintage Books, New York 1998, ISBN 0-679-77133-6.
- Deep Play. Random House, New York 1999, ISBN 0-679-44879-9.
- Cultivating Delight. 2002.
- *deutsch: Die Seele meines Gartens. Europa-Verlag, Hamburg, ISBN 3-203-75000-7.
- An Alchemy of Mind: The Marvel and Mystery of the Brain. 2004.
- The Zookeeper's Wife: A War Story. Norton, New York 2007, ISBN 978-0-393-06172-7.
  - Die Frau des Zoodirektors. Eine Geschichte aus dem Krieg. Übersetzung Christine Naegele. München : Wilhelm Heyne, 2016
- Dawn Light: Dancing with Cranes and Other Ways to Start the Day. Norton, New York 2009, ISBN 978-0-393-06173-4.
- One Hundred Names for Love: A Stroke, a Marriage, and the Language of Healing. 2011.

### Kinderbücher
- Monk Seal Hideaway. Crown Publishers, New York 1995, ISBN 0-517-59673-3.
- Bats: Shadows in the Night. Crown Publishers, New York 1997, ISBN 0-517-70919-8.